# Alex Kuznetsov
Alex Kuznetsov (Kiev, 5 de fevereiro de 1987) é um tenista profissional estudunidense, ja alcançou N. 154, em simples, e 78 em duplas.